# Protea susannae
Protea susannae (лат.) — кустарник, вид рода Протея (Protea) семейства Протейные (Proteaceae), эндемик Южной Африки.

## Таксономия
Впервые вид описал южноафриканский ботаник Эдвин Перси Филлипс в 1910 году.

## Описание
Protea susannae — кустарник высотой до 3 м. Растение однодомное, в каждом цветке встречаются оба пола. Цветёт с апреля по сентябрь.

## Распространение и местообитание
Protea susannae — эндемик Западно-Капской провинции Южной Африки.. Встречается от Станфорда до Стилбая.

## Биология

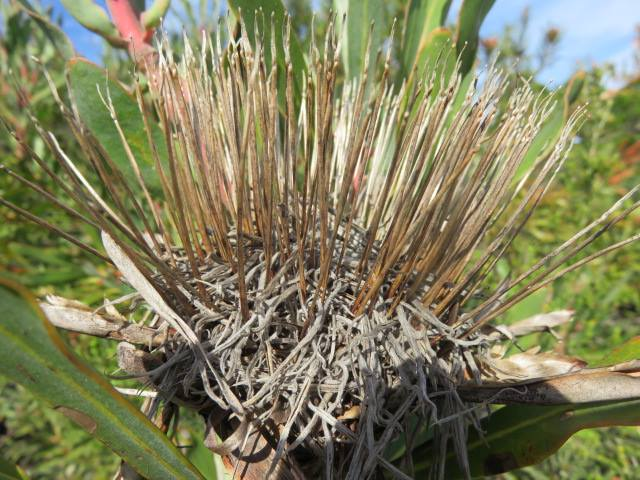
Зрелое соцветие

Во время периодических лесных пожаров, которые проходят через его среду обитания, взрослые растения погибают, но семена могут выжить. Опыление происходит благодаря птицам. Семена хранятся в старой, сухой плодоножке, которая остаётся прикрепленнок к растению. В конечном итоге семена разносятся ветром. Растёт на известковой почве с нейтральным pH на высоте от уровня моря до 200 м над уровнем моря.

## Охранный статус
Международный союз охраны природы классифицирует природоохранный статус вида как «близкий к уязвимому положению».